# Acanthomastax maroantsetrae
Acanthomastax maroantsetrae är en insektsart som beskrevs av Marius Descamps 1971. Acanthomastax maroantsetrae ingår i släktet Acanthomastax och familjen Euschmidtiidae. Inga underarter finns listade i Catalogue of Life.